# Rhomaioi
Rhomaioi. Źródła do historii Bizancjum – seria wydawana przez Pracownię Historii Bizancjum Instytutu Historii Uniwersytetu im. Adama Mickiewicza w Poznaniu. Teksty źródłowe w ramach serii są wydawane dwujęzycznie wraz z komentarzem.

## Źródła wydane w serii
1. Ambrosius, De obitu Valentiniani = Mowa na śmierć Walentyniana, przekład i komentarz Anna Kotłowska; wstęp Kazimierz Ilski, Poznań: Wydawnictwo Naukowe Uniwersytetu im. Adama Mickiewicza 2007.
2. Ambrosius, De obitu Theodosii = Mowa na śmierć Teodozjusza, przekład i komentarz Anna Kotłowska; wstęp Kazimierz Ilski, Poznań: Wydawnictwo Naukowe Uniwersytetu im. Adama Mickiewicza 2008.
3. Το επαρχικόν βιβλίον = To eparchikón biblíon = Księga eparcha, przekład i komentarz Anna Kotłowska; wstęp Kazimierz Ilski, Poznań: Wydawnictwo Naukowe Uniwersytetu im. Adama Mickiewicza 2010.
4. Flawiusz Klaudiusz Julian (Julian Apostata), Sympozjon albo Kronia = Συμπόσιον ή Κρόνια = Sympósion ē Krónia, przekład i komentarz Małgorzata Chmielarz, Poznań: Wydawnictwo Naukowe Uniwersytetu im. Adama Mickiewicza 2013.
5. Nicetas Magister, Żywot świętej Theoktiste z Lesbos = Βίος της οσίας Θεοκτίστης της Λεσβίας = Bíos tēs osías Theoktístēs tēs Lesbías, wstęp, przekład i komentarz Cezary Dobak, Poznań: Wydawnictwo Naukowe Uniwersytetu im. Adama Mickiewicza 2014.
6. Klaudiusz Klaudian, O porwaniu Prozerpiny = De raptu Proserpinae, wstęp, przekład i komentarz Martyna Petry, Poznań: Wydawnictwo Naukowe Uniwersytetu im. Adama Mickiewicza 2016.
7. Teofilakt Simokatta, Historia powszechna = Οικουμενική ιστορία = Oikoumeniké istoría, wstęp, przekład i komentarz Anna Kotłowska, Łukasz Różycki, Poznań: Wydawnictwo Naukowe Uniwersytetu im. Adama Mickiewicza 2016.
8. Manethon z Sebennytos, Dzieje Egiptu = Αιγυπτιακά = Aigyptiaká, wstęp, przekład i komentarz Filip Taterka, Poznań: Wydawnictwo Naukowe Uniwersytetu im. Adama Mickiewicza 2018.